# Apeadeiro de Mandim
O Apeadeiro de Mandim foi uma antiga infra-estrutura da Linha de Guimarães, que servia a localidade de Mandim, no concelho de Maia, em Portugal. Foi substituído pela Estação Mandim do Metro do Porto.

## História
Esta interface foi inaugurada em 14 de Março de 1932 e entrou ao serviço no dia seguinte, já com a classificação de apeadeiro, como parte da então denominada Linha de Senhora da Hora à Trofa. Na altura da sua abertura, prestava serviço completo, nos regimes de grande e pequena velocidades. O comboio inaugural passou por este apeadeiro sem parar.
Por um diploma do Ministério das Obras Públicas e Comunicações de 20 de Setembro de 1936, este apeadeiro baixou de categoria, passando a ser uma paragem.
Em 24 de Fevereiro de 2002, foi encerrado o troço da Linha de Guimarães entre a Senhora da Hora e Trofa, para ser posteriormente substituído pelo Metro do Porto.
O troço da Linha C do Metro do Porto entre o Fórum da Maia e o ISMAI foi aberto à exploração em 31 de Março de 2006. Contudo, na zona da Maia, a Linha C não aproveita o canal da antiga Linha de Guimarães, seguindo em vez disso por um canal construído de raiz que passa mais próximo do centro da localidade. Assim, o antigo apeadeiro de Mandim ficou sem usos ferroviários; no entanto, a linha C volta a aproveitar o canal da Linha de Guimarães nas proximidades deste apeadeiro, pelo que foi construída uma estação de metro para servir Mandim localizada apenas a 200 metros do apeadeiro original. No total, cerca de 3 km do canal da antiga Linha de Guimarães na zona da Maia não foram aproveitados para a Linha C do Metro do Porto. Na década de 2010, a Câmara Municipal da Maia converteu este canal desativado numa ciclovia, um projeto chamado Ecocaminho da Maia. O primeiro troço da ciclovia, os 1,8 km entre o extremo sul do troço desativado da Linha de Guimarães (Via Periférica, no lugar de Souto) e as Vias Paralelas (no lugar de Brandinhães), foi inaugurado em 13 de julho de 2015. Neste troço insere-se a antiga estação ferroviária da Maia. O segundo e último troço da ciclovia, os 1,5 km entre as Vias Paralelas e o antigo apeadeiro de Mandim, foi inaugurado em 16 de fevereiro de 2019, criando assim uma ciclovia com 3,3 km.